# ウィリアム・トラヴィス

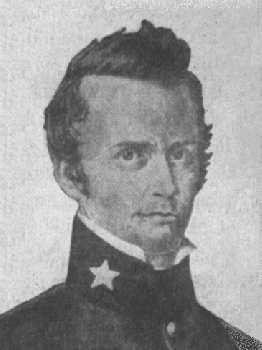
ウィリアム・トラヴィス

ウィリアム・トラヴィス（William B. Travis、1809年8月 - 1836年3月6日）は、アメリカ合衆国の弁護士、軍人。
サウスカロライナ州に11人兄弟の長男として生まれ、9歳からはアラバマ州で過ごす。後に弁護士となり、その後はテキサス革命に参加する。1835年11月のサンアントニオの包囲戦では少数の騎兵隊を率いていたが、同年12月19日には騎兵隊長および中佐に就任、アラモ砦に配属される。
1836年2月23日から開始されたアラモの戦いにおいてはジェームズ・ボウイが倒れた後全軍の指揮を担当していた。彼がこの包囲戦中にテキサス暫定政府に宛てて送った援軍を求める「勝利、もしくは死を」の手紙は有名である。しかし援軍は到着せず3月6日、メキシコ軍の一斉攻撃の時に大砲の隣で戦死した。